# Aploidia
L'aploidia è la condizione in cui nella cellula è presente un unico set cromosomico, ovvero un'unica copia di ogni cromosoma. Tale condizione può riguardare un intero organismo vivente o solo alcune sue cellule.
L'aploidia viene espressa per convenzione con la lettera n, che indica il numero delle singole copie di cromosomi caratteristico della specie. Invece, una cellula diploide ha una coppia di ogni cromosoma, ciascuno ereditato di solito dal padre e dalla madre, e viene perciò indicata con la notazione 2n.
I gameti e le meiospore sono cellule aploidi, tranne in alcune forme di partenogenesi. I gameti, avendo un patrimonio cromosomico dimezzato, possono produrre cellule diploidi attraverso la fecondazione, oppure dar luogo a organismi aploidi.
La genesi di una cellula aploide può avvenire secondo due vie:
- tramite mitosi di una cellula aploide. La cellula di partenza possiede n cromosomi, che verranno duplicati e divisi ugualmente nelle due cellule figlie, come ad esempio nei gametofiti.
- tramite meiosi di una cellula diploide. La cellula di partenza possiede 2n cromosomi che verranno duplicati, ottenendo quattro assetti cromosomici che verranno divisi nelle quattro cellule figlie (gameti).